# 平格里格羅夫 (伊利諾伊州)
平格里格羅夫（英語：Pingree Grove）是位於美國伊利諾伊州凱恩縣的一個村落。

## 地理
平格里格羅夫的座標為42°03′58″N 88°24′55″W / 42.06611°N 88.41528°W，而該地最高點為海拔高度278米（即915英尺）。

## 人口
根據2010年美國人口普查的數據，平格里格羅夫的面積為9.52平方千米，當中陸地面積為9.52平方千米，而水域面積為0.00平方千米。當地共有人口4532人，而人口密度為每平方千米476人。